# ديبرا أرلين
ديبرا أرلين (مواليد 27 فبراير 1986) (بالإنجليزية: Debra Arlyn)‏ هي مغنية وعازفة بيانو أمريكية من أوريغن.